# Aaron Kircher
Aaron Kircher (* 18. Oktober 1991) ist ein österreichischer Fußballspieler.

## Karriere
Kircher begann seine Karriere beim SCR Altach. 2005 kam er in die AKA Vorarlberg, in der er fortan sämtliche Altersstufen durchlief und bis 2010 spielte. Zur Saison 2010/11 wechselte er zum Zweitligisten SC Austria Lustenau. Im Juli 2010 debütierte er in der zweiten Liga, als er am ersten Spieltag jener Saison gegen den SV Grödig in der Startelf stand. Bis Saisonende kam er zu sechs Einsätzen in der Liga. Im Mai 2011 zog er sich einen Kreuzbandriss zu und verpasste somit auch das Finale des ÖFB-Cups, für das sich der Zweitligist qualifiziert hatte. Lustenau verlor in Kirchers Abwesenheit das Finale gegen die SV Ried.
Aufgrund seiner Verletzung verpasste er auch einen großen Teil der darauffolgenden Spielzeit und kam so nur zu einem Einsatz für die Profis in der zweiten Liga. Zur Saison 2012/13 wechselte er zum Ligakonkurrenten und zu seinem Jugendklub SCR Altach. Im Oktober 2012 zog er sich bei seinem zweiten und zugleich letzten Einsatz für Altach erneut einen Kreuzbandriss zu. Im Juli 2013 gab er sein Comeback bei den Amateuren, zu einem Einsatz für die Profis kam es nicht mehr.
Im Jänner 2014 wechselte Kircher zum Ligakonkurrenten First Vienna FC. Für die Wiener kam er bis zum Ende der Saison 2013/14 zu zehn Einsätzen. Mit der Vienna musste er jedoch als Tabellenletzter in die Regionalliga absteigen. Daraufhin wechselte er zur Saison 2014/15 zurück nach Vorarlberg zum Regionalligisten FC Dornbirn 1913. Zur Saison 2017/18 wurde er Kapitän von Dornbirn. In der Saison 2018/19 stieg er mit dem Verein als Meister der Regionalliga West in die 2. Liga auf. Nach drei Jahren in der 2. Liga verließ er Dornbirn nach der Saison 2021/22 nach acht Jahren und wechselte zum drittklassigen VfB Hohenems.

## Persönliches
Sein Bruder Elias (* 1990) ist ebenfalls Fußballspieler.